# Prix Raimondo-Rezzonico
Le prix Raimondo-Rezzonico (ou Premio Raimondo Rezzonico) est remis chaque année depuis 2002 lors du Festival international du film de Locarno au meilleur producteur indépendant. Il est financé par la commune de Minusio.

## Palmarès[1]
- 2002 : Paulo Branco
- 2003 : Ruth Waldburger
- 2004 : Karl Baumgartner
- 2005 : Jeremy Thomas
- 2006 : Agat Films
- 2007 : Lita Stantic
- 2008 : Christine Vachon
- 2009 : Martine Marignac
- 2010 : Menahem Golan
- 2011 : Mike Medavoy
- 2012 : Arnon Milchan
- 2013 : Margaret Ménégoz
- 2014 : Nansun Shi
- 2015 : Office Kitano
- 2016 : David Linde
- 2017 : Michel Merkt
- 2018 : Ted Hope (en)
- 2019 : Komplizen Film Production